# Eliezer Ben-Yehuda
Eliezer Ben‑Yehuda (nascido Eliezer Yitzhak Perlman; 7 de janeiro de 1858 – 16 de dezembro de 1922) foi um linguista, lexicógrafo e jornalista judeu russo que imigrou para Jerusalém em 1881, quando esta era governada pelo Império Otomano. É conhecido como o lexicógrafo do primeiro dicionário hebraico e também como editor do jerusalemita HaZvi, um dos primeiros jornais em hebraico publicados na Terra de Israel. Ben-Yehuda foi a principal força motriz por trás do ressurgimento da língua hebraica.

## Início de vida e educação
Eliezer Yitzhak Perlman (mais tarde Eliezer Ben-Yehuda) nasceu em Luzhki na Governadoria de Vilna do Império Russo (atual Oblast de Vitebsk, Bielorrússia), filho de Yehuda Leib e Tzipora Perlman, que eram Chabad hassídicos. Sua língua materna era o iídiche. Frequentou uma escola primária judaica (um cheder) onde estudou hebraico e a Bíblia Hebraica a partir dos três anos de idade, como era costume entre os judeus da Europa Oriental. Aos doze anos, já havia lido grandes porções da Torá, Mishná e Talmude. Sua mãe e tio esperavam que ele se tornasse rabino, e o enviaram para uma yeshivá. Lá, ele foi exposto ao hebraico do Iluminismo Judaico, que incluía alguns escritos seculares. Posteriormente, aprendeu francês, alemão e russo, e foi enviado para Dünaburg para continuar sua educação. Lendo o jornal em língua hebraica HaShahar, familiarizou-se com o início do movimento do sionismo.
Após sua graduação em 1877, Ben-Yehuda foi para Paris por quatro anos. Enquanto esteve lá, estudou vários assuntos na Universidade de Sorbonne—incluindo a história e política do Oriente Médio. Foi em Paris que ele conheceu um judeu de Jerusalém, que falou com ele em hebraico. Foi essa conversa que o convenceu de que o renascimento do hebraico como língua de uma nação era viável.

### Imigração para a Terra de Israel
Em 1881, Ben-Yehuda juntou-se à Primeira Aliyah e imigrou para o Mutassarrifado de Jerusalém, então governado pelo Império Otomano, e se estabeleceu em Jerusalém. Encontrou trabalho ensinando na escola da Alliance Israélite Universelle. Motivado pelos ideais circundantes de renovação e rejeição do estilo de vida da diáspora, Ben-Yehuda estabeleceu-se para desenvolver uma nova linguagem que pudesse substituir o iídiche e outros dialetos regionais como meio de comunicação cotidiana entre judeus que se mudaram para a Terra de Israel de várias regiões do mundo. Ben-Yehuda considerava o hebraico e o sionismo como simbióticos, escrevendo: "a língua hebraica só pode viver se revivermos a nação e a devolvermos à pátria".

## Renascimento da língua hebraica

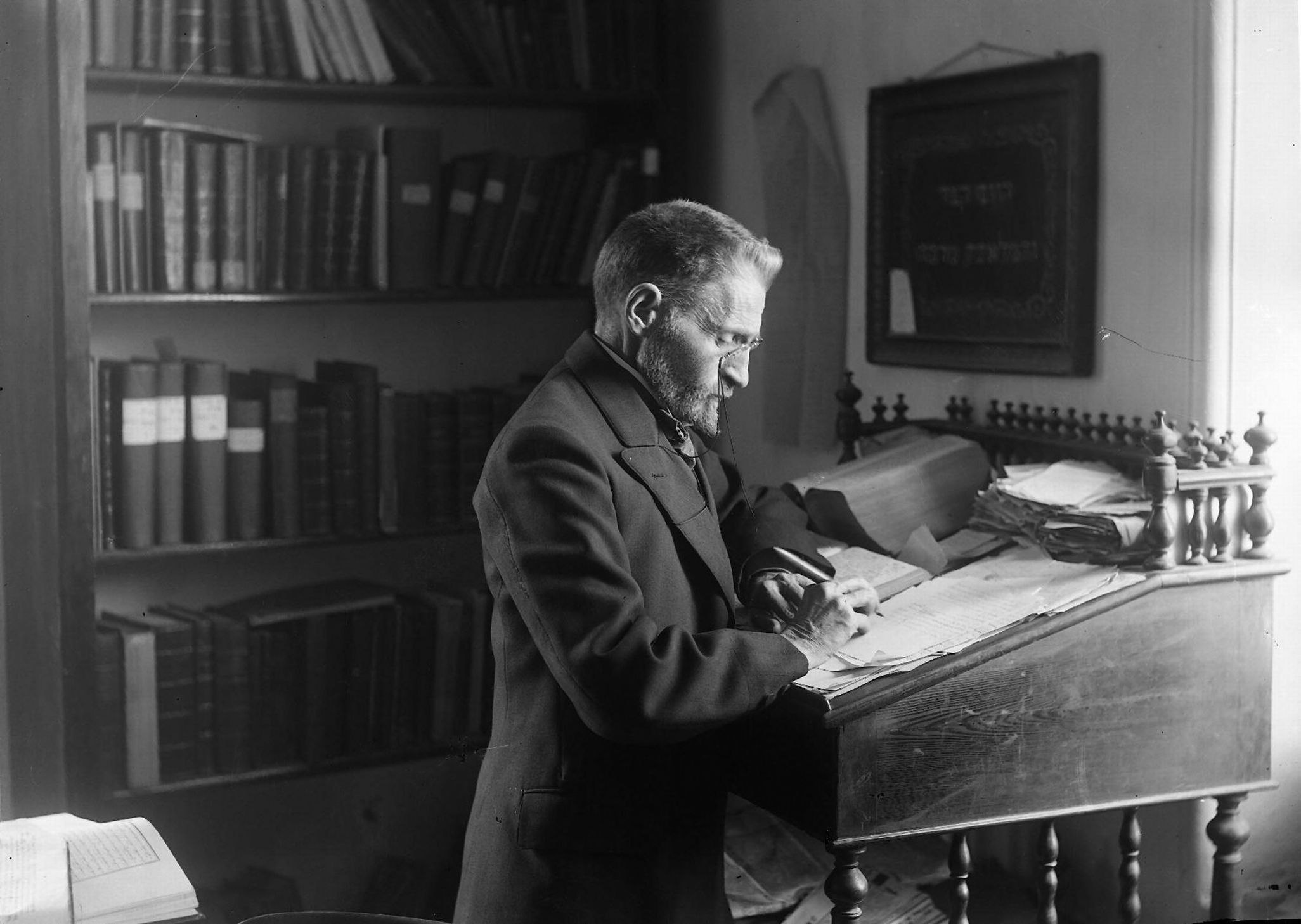
Ben-Yehuda trabalhando em sua casa no bairro de Talpiot, Jerusalém, c. 1918–1922

Para realizar a tarefa, Ben-Yehuda insistiu com o Comitê da Língua Hebraica que, citando os registros do Comitê, "A fim de suprir as deficiências da língua hebraica, o Comitê cunha palavras de acordo com as regras de gramática e analogia linguística de raízes semíticas: aramaico e especialmente de raízes árabes."
Em 1903, Ben-Yehuda, junto com muitos membros da Segunda Aliyah, apoiou a proposta do Plano Uganda de Theodor Herzl.
Ben‑Yehuda criou seu filho, Ben-Zion (que significa "filho de Sião"), inteiramente em hebraico. Ele não permitiu que seu filho fosse exposto a outras línguas durante a infância, e até mesmo repreendeu sua esposa por cantar uma canção de ninar russa. Seu filho tornou-se assim o primeiro falante nativo de hebraico nos tempos modernos. Ben‑Yehuda mais tarde também criou sua filha, Dola, inteiramente em hebraico.

### Lexicografia
Ben-Yehuda foi uma figura importante no estabelecimento do Comitê da Língua Hebraica (Va'ad HaLashon), mais tarde a Academia da Língua Hebraica, uma organização que ainda existe hoje. Foi o iniciador do primeiro dicionário hebraico moderno conhecido como Dicionário Ben-Yehuda e ficou conhecido como o "revitalizador" (המחיה) da língua hebraica, apesar da oposição a algumas das palavras que ele cunhou. Muitas dessas palavras se tornaram parte da língua, mas outras nunca pegaram.
Línguas antigas e o árabe padrão moderno foram as principais fontes para Ben-Yehuda e o Comitê. De acordo com Joshua Blau, citando os critérios insistidos por Ben-Yehuda: "Para suprir as deficiências da língua hebraica, o Comitê cunha palavras de acordo com as regras de gramática e analogia linguística de raízes semíticas: aramaico, cananeu, egípcio [sic] e especialmente de raízes árabes." Em relação ao árabe, Ben-Yehuda mantinha, de forma imprecisa segundo Blau, que as raízes árabes são "nossas": "as raízes do árabe eram uma vez parte da língua hebraica... perdidas, e agora as encontramos novamente!".

### Oposição dos judeus ortodoxos
Ben-Yehuda foi o editor de vários jornais em língua hebraica: HaZvi e Hashkafa. HaZvi foi fechado por um ano devido à oposição da comunidade ultra-ortodoxa de Jerusalém, que se opunha ferozmente ao uso do hebraico, sua língua sagrada, para conversas cotidianas. Em 1908, seu nome mudou para HaOr, e foi fechado pelo governo otomano durante a Primeira Guerra Mundial devido ao seu apoio a uma terra natal para o povo judeu na Terra de Israel/Palestina.
Muitos judeus devotos da época não apreciavam os esforços de Ben-Yehuda para ressuscitar a língua hebraica. Eles acreditavam que o hebraico, que aprendiam como uma língua bíblica, não deveria ser usado para discutir coisas mundanas e não sagradas. Outros pensavam que seu filho cresceria e se tornaria um "idiota deficiente", e até mesmo Theodor Herzl declarou, após conhecer Ben-Yehuda, que a ideia do hebraico se tornar a língua moderna dos judeus era ridícula.
Em dezembro de 1893, Ben-Yehuda e seu sogro foram presos pelas autoridades otomanas em Jerusalém após acusações por membros da comunidade judaica de que eles estavam incitando rebelião contra o governo.

## Vida pessoal

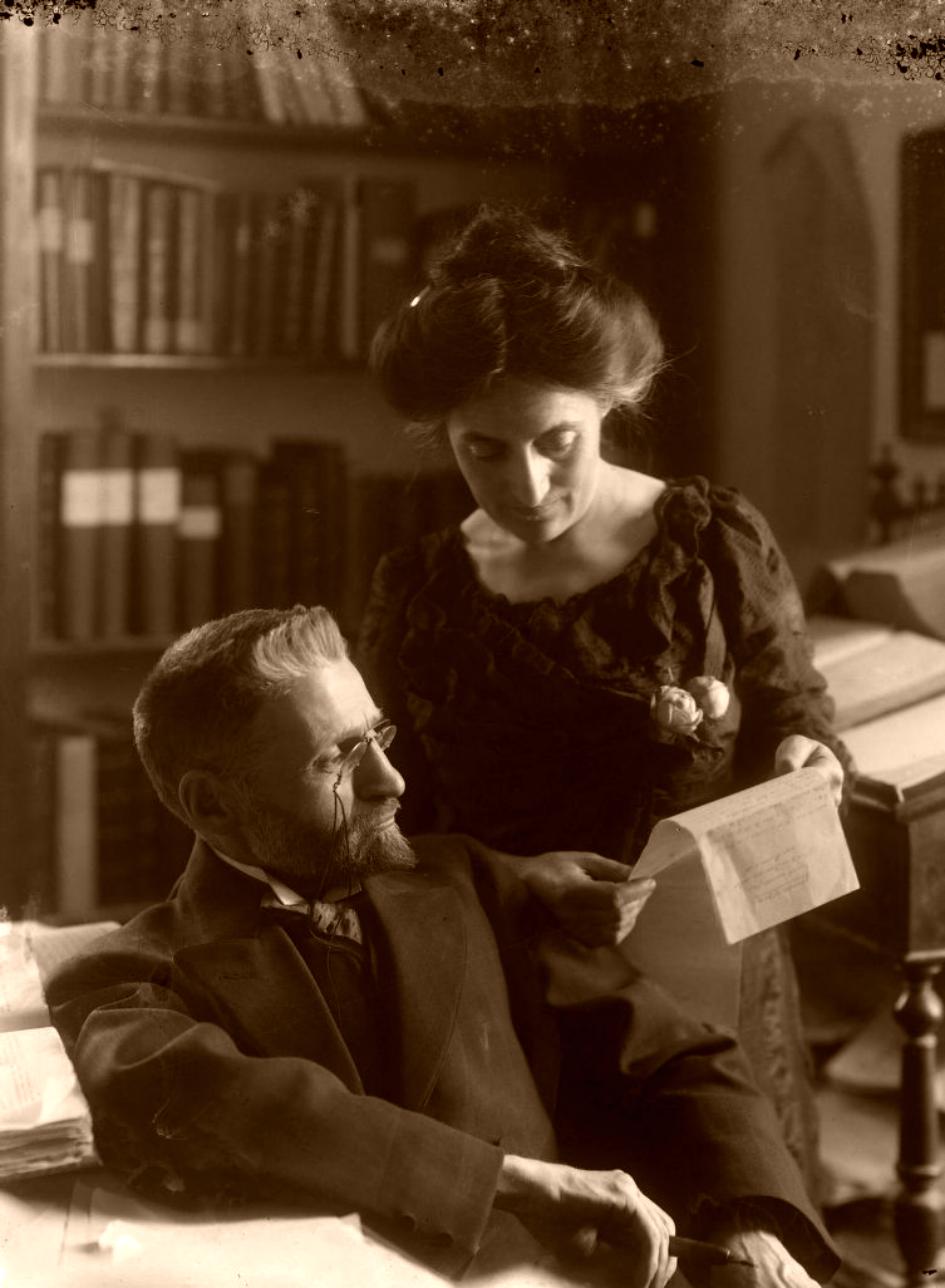
Ben-Yehuda e sua esposa Hemda Jonas, 1912

Ben-Yehuda foi casado duas vezes, com duas irmãs. Sua primeira esposa, Devora (nascida Jonas), morreu em 1891 de tuberculose, deixando-o com cinco filhos pequenos.
O filho jornalista de Ben-Yehuda, Itamar Ben-Avi, é o pai da diretora de estação de rádio  he, que por sua vez é mãe do bisneto de Ben-Yehuda, apresentador de TV, jornalista culinário, crítico de restaurantes e autor Gil Hovav.
Seu último desejo era que Eliezer se casasse com sua irmã mais nova, Paula Beila. Logo após a morte de sua esposa Devora, três de seus filhos morreram de difteria em um período de 10 dias. Seis meses depois, ele se casou com Paula, que adotou o nome hebraico "Hemda".
Hemda Ben-Yehuda tornou-se uma jornalista e autora bem-sucedida por mérito próprio, assegurando a conclusão do dicionário hebraico nas décadas após a morte de Eliezer, além de mobilizar arrecadação de fundos e coordenar comitês de estudiosos tanto em Israel quanto no exterior.

## Morte e legado
Em dezembro de 1922, Ben-Yehuda, aos 64 anos, morreu de tuberculose, da qual sofreu durante a maior parte de sua vida. Ele foi enterrado no Monte das Oliveiras em Jerusalém. Seu funeral foi acompanhado por 30 000 pessoas.
Ben-Yehuda construiu uma casa para sua família no bairro de Talpiot em Jerusalém, mas morreu três meses antes de ela ser concluída. Sua esposa Hemda viveu lá por quase trinta anos. Dez anos após sua morte, seu filho Ehud transferiu o título da casa para o município de Jerusalém com o propósito de criar um museu e centro de estudos. Eventualmente, ela foi alugada para um grupo de igreja da Alemanha que estabeleceu um centro para jovens voluntários alemães. A casa é agora um centro de conferências e casa de hóspedes administrada pela organização alemã Action Reconciliation Service for Peace (ARSP), que organiza workshops, seminários e programas de ulpan da língua hebraica.
Cecil Roth foi citado pelo historiador Jack Fellman como tendo resumido a contribuição de Ben-Yehuda para a língua hebraica: "Antes de Ben‑Yehuda, os judeus podiam falar hebraico; depois dele, eles o fizeram". Não há outros exemplos de uma língua natural sem falantes nativos subsequentemente adquirindo vários milhões de falantes nativos, e nenhum outro exemplo de uma língua sagrada se tornando uma língua nacional com milhões de falantes de "primeira língua".